# Giftjasminsväxter
Giftjasminsväxter (Gelsemiaceae) är en växtfamilj med endast två släkten och elva arter. I giftjasminssläktet (Gelsemium) finns tre arter, varav en ursprungligen kommer från sydöstra Asien och södra Kina och två kommer från sydöstra USA, Mexiko och Centralamerika. De åtta arterna i Mostuea är hemmahörande i Sydamerika, Afrika och Madagaskar.
Giftjasminsväxter är buskar eller lianer. Samtliga kommer från tropiska och subtropiska områden. Blommorna är trumpetformade och sitter i samlingar. Blomfärgen är vit, gul, orange, röd eller blå. Frukten är en kapsel.
Giftjasminsväxter beskrevs först 1994 och tidigare tillhörde dess två släkten familjen kräknötsväxter (Loganiaceae).
- Wikimedia Commons har media som rör Giftjasminsväxter.